# Nolina
Nolina es un género de plantas con flores que había sido clasificado anteriormente en Nolinaceae, Agavaceae, Ruscaceae o Asparagaceae. 
Constituye un grupo de plantas xerófitas tropicales, distribuidas ampliamente por México y extendiéndose al sur de EE. UU. Algunos botánicos incluyen el género Beaucarnea en Nolina.
Algunos de sus miembros se cultivan como plantas ornamentales.

## Taxonomía
El género fue descrito por André Michaux  y publicado en Flora Boreali-Americana 1: 207–208. 1803. La especie tipo es: Nolina georgiana
Etimología
Nolina: nombre genérico otorgado en honor del botánico francés  Abbé P. C. Nolin, coautor del trabajo publicado 1755 Essai sur l'agricultura moderne.

## Especies
| - Nolina affinis - Nolina altamiranoana - Nolina arenicola - Nolina atopocarpa - Nolina beldingii - Nolina bigelovii - Nolina brittoniana - Nolina caudata - Nolina cespitifera - Nolina cismontana - Nolina durangensis - Nolina elegans - Nolina erumpens - Nolina excelsa García-Mend. & E. Solano, 2012 - Nolina georgiana - Nolina greenei - Nolina hartwegiana - Nolina histrix - Nolina hookeri - Nolina humilis - Nolina interrata | - Nolina javanica - Nolina juncea - Nolina lindheimeriana - Nolina loderi - Nolina longifolia - Nolina matapensis - Nolina micrantha - Nolina microcarpa - Nolina nelsonii - Nolina orbicularis - Nolina palmeri - Nolina parryi - Nolina parviflora - Nolina pliabilis - Nolina pumila - Nolina rigida - Nolina robusta L. Hern., 2009 - Nolina stricta - Nolina texana - Nolina tuberculata |